# Łęg Ręczyński
Łęg Ręczyński (prononciation [ˈwɛnk rɛnˈt͡ʂɨɲski]) est un village de la gmina de Ręczno, du powiat de Piotrków, dans la voïvodie de Łódź, situé dans le centre de la Pologne.
Il se situe à environ 5 kilomètres à l'est de Ręczno (siège de la gmina), 28 kilomètres au sud-est de Piotrków Trybunalski (siège du powiat) et 72 kilomètres au sud-est de Łódź (capitale de la voïvodie).
Sa population s'élevait approximativement à 180 habitants en 2006.

## Administration
De 1975 à 1998, le village était attaché administrativement à l'ancienne voïvodie de Piotrków.

Depuis 1999, il fait partie de la nouvelle voïvodie de Łódź.